# Furth, Landshut
Furth bei Landshut là một đô thị thuộc huyện Landshut trong bang Bayern nước Đức. Đô thị Furth, Landshut có diện tích 20,97 km², dân số thời điểm ngày 31 tháng 12 năm 2006 là 3272 người.